# 弗朗茨·埃策尔
弗朗茨·埃策尔（Franz Etzel，1902年8月12日—1970年5月9日），德国政治人物。1949年至1953年1月4日，1957年至1967年，两次担任德国联邦议院议员。1957年至1961年，担任德国财政部部长。

## 生平
1902年，弗朗茨·埃策尔生于韦塞尔。1970年逝世于杜塞尔多夫。